# Rollo Weeks
Rollo Percival Loring Weeks (Chichester, 20 marzo 1987) è un attore britannico.
È conosciuto soprattutto per aver interpretato Rudolph Sackville-Bagg in Il mio amico vampiro.

## Filmografia
- Goggle Eyes - miniserie TV (1993)
- Berkeley Square - miniserie TV, episodio Gone a'Hunting (1998)
- Il mio amico vampiro (The Little Vampire) (2000)
- Attila, l'unno - miniserie TV (2001)
- The Lost Prince - film TV (2003)
- La ragazza con l'orecchino di perla (Girl with a Pearl Earring) (2003)
- George and the Dragon (2004)
- The Queen of Sheba's Pearls (2004)
- Il re dei ladri (The Thief Lord) (2006)
- Chéri (2009)
- Blood in the Water - film TV (2009)
- Mr. Nice (2010)
- Booked Out (2012)